# Sven Klinkel
Sven Klinkel (* 1967) ist ein deutscher Bauingenieur und Universitätsprofessor, spezialisiert auf Baustatik und Baudynamik. Seit 2023 ist er der Herausgeber der Fachzeitschrift „Bauingenieur“.

## Leben
Sven Klinkel studierte Bauingenieurwesen an der Universität Hannover. Nach seinem Studium promovierte Klinkel 2001 an der Universität Karlsruhe (TH). Anschließend verbrachte er ein Jahr als Postdoc an der University of California in Berkeley. Nach seiner Rückkehr nach Karlsruhe arbeitete er als Oberingenieur am Institut für Baustatik und habilitierte dort. 2008 war er Gastprofessor an der ETH Zürich. 2009 folgte er einem Ruf auf eine Professur für Statik und Dynamik der Tragwerke an der TU Kaiserslautern. Seit 2012 ist er Universitätsprofessor am Lehrstuhl für Baustatik und Baudynamik der RWTH Aachen. Sein Fachgebiet umfasst die Modellbildung und numerische Methoden für die Analyse von Tragstrukturen. Seit 2023 ist er Herausgeber der Fachzeitschrift „Bauingenieur“.

## Auszeichnungen
- 2001/02: Stipendium der Deutschen Forschungsgemeinschaft (DFG)
- 2003: Young Researcher Fellowship Award für exemplarische Forschung in der Berechnungsmechanik, Massachusetts Institute of Technology, Cambridge, USA
- seit 2013: Vorstandsmitglied und Schatzmeister bei der German Association of Computational Mechanics
- 2020: Lehrpreis der RWTH Aachen für herausragende Leistungen im Bereich Lehre
- seit 2022: Vorsitzender der Forschungsvereinigung Baustatik & Baupraxis e.V.